# Sant Pere de Madrona (Solsonès)
Sant Pere de Madrona és una església romànica situada al terme de Madrona, al sector nord-oest del municipi de Pinell de Solsonès, al Solsonès. El conjunt de les restes del castell i l'església romànica van ser declarats Bé Cultural d'Interés Nacional mitjançant decret publicat al BOE el 5 de maig de 1949.

## Emplaçament

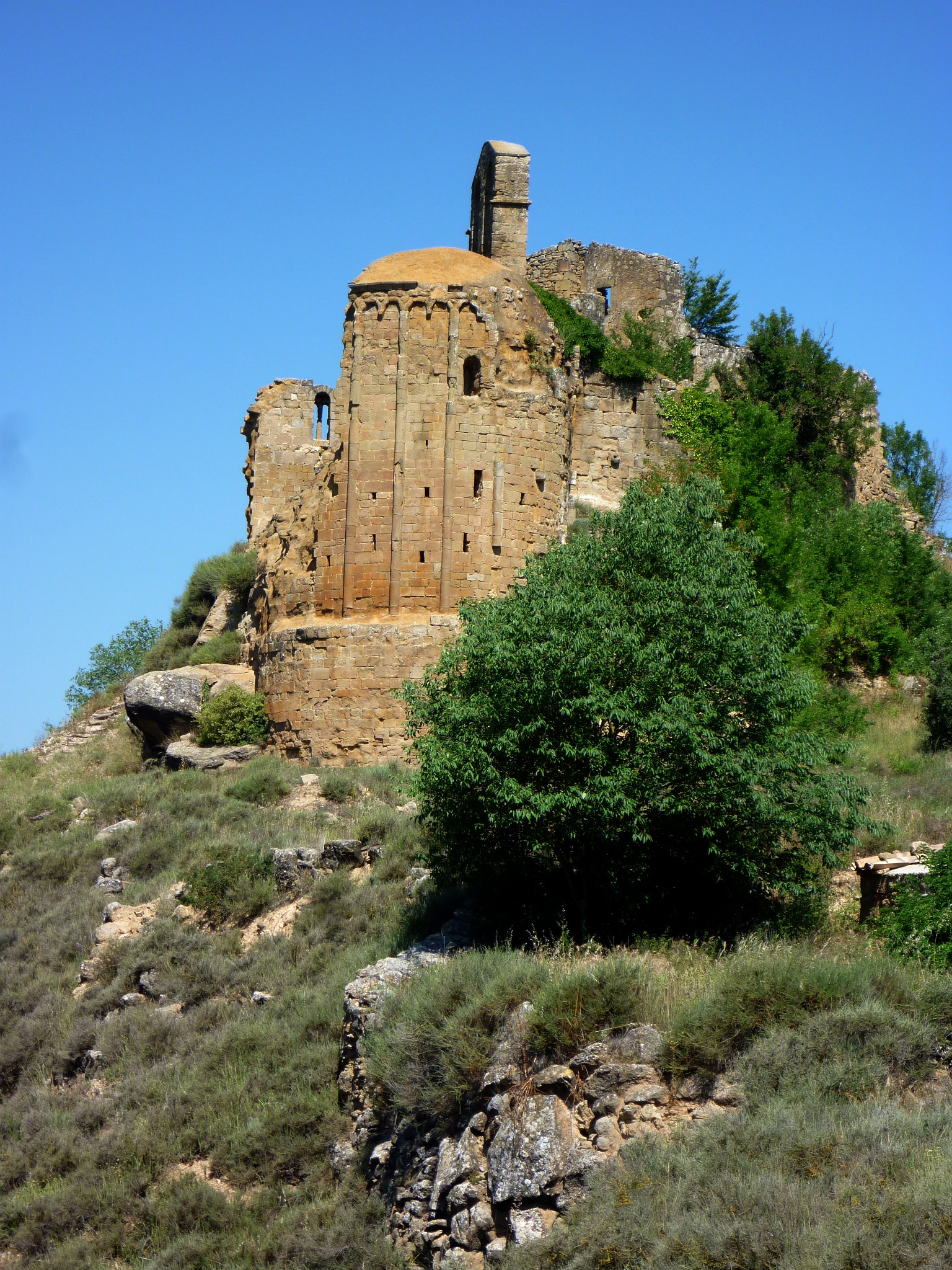
Sant Pere des de llevant

S'alcen dalt d'una roca que cau amb fort pendent cap al fons de les dues valls que conflueixen cap a ponent llevat per un istme situat a llevant que s'obre a un repla on es va aixecar la nova església.
A llevant i sota mateix del castell, que és al cim de la roca, i aprofitant el terreny com es va poder, es va aixecar una de les esglésies romàniques més notables del Solsonès, encarant l'absis cap a l'est, no tan sols com a norma de l'època sinó també per raons d'estratègia defensiva. No va ser possible, però, continuar tot el temple en la mateixa direcció. Malgrat que es va tallar la roca de la banda nord i es va aixecar el mur septentrional de l'església damunt d'ella, la nau va haver de prendre una marcada direcció cap a l'oest-nord-oest condicionada pel balç rocallós del vessant sud. Tot i això, va caldre construir en aquest costat un mur de contenció en fort talús.
La diferència d'orientació entre l'absis i la nau, doncs, no obeeix a motius religiosos sinó a raons purament funcionals.

## Elements arquitectònics

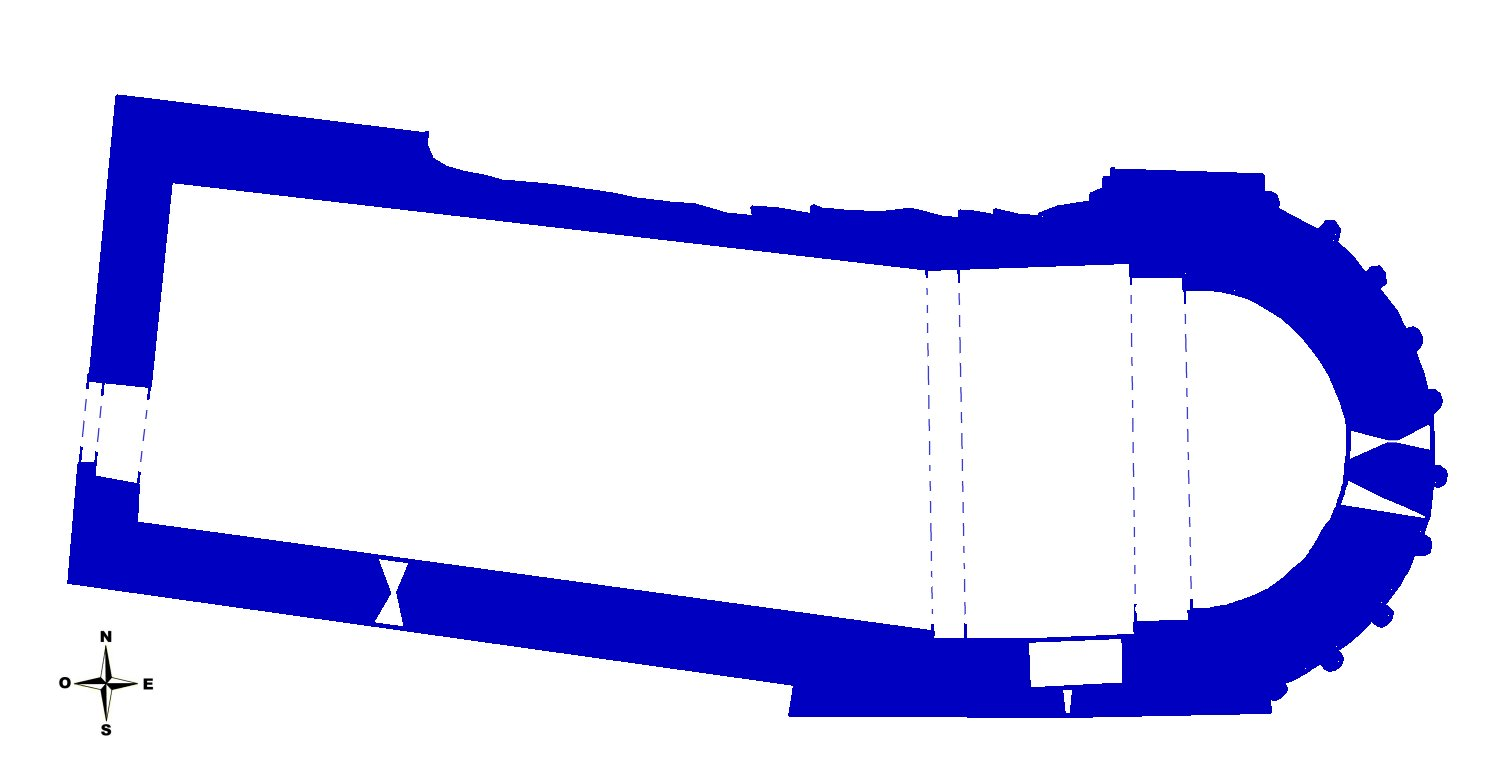
Planta de l'església

Una sola nau de 20, 50 x 2,40 m. construïda amb carreus disposats en filades i coberta amb volta de canó amb arc preabsidal i arc toral a l'alçada on la nau modifica la seva direcció. Ambdós arcs de mig punt.
El canvi de direcció, a més de l'esmentat arc toral, està reforçat per un engruiximent del mur de la banda sud. En aquesta paret hi havia dues finestres. La que encara es conserva es troba centrada entre l'arc preabsidal i l'arc toral a l'alçada de l'entrada de la cripta. És d'una sola esqueixada, de secció rectangular i el sòl formant doble vessant (esquena d'ase). La segona, de doble esqueixada, s'obria entre el frontis i l'arc toral, un pèl més propera al primer i a considerable més alçada que l'anterior. Amb l'esfondrament de la paret sud, aquesta segona finestra s'ha perdut.
La part baixa del mur de la banda nord està formada per la roca, així com la part adjacent del frontis. Damunt d'aquesta part rocallosa del mur s'hi obren tres portes. les dues més properes al frontis donen accés a una habitació rectangular coberta amb volta de canó que té una finestra d'una sola esqueixada que s'obre al mur de la façana nord.

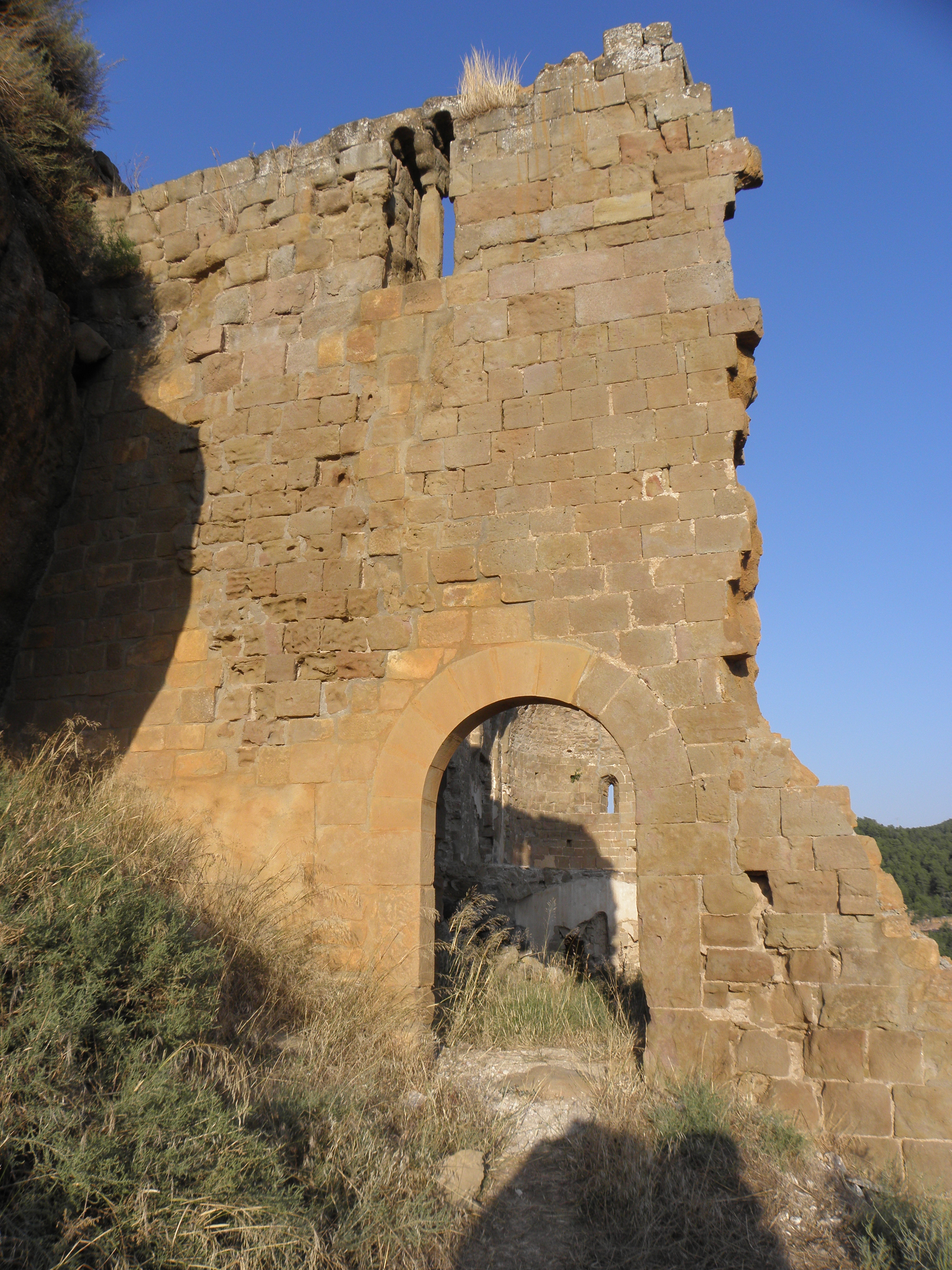
Frontis

De la part superior d'aquesta façana nord arranca un campanar d'espadanya de considerables dimensions amb dos ulls d'arc de mig punt adovellats i sense cap campanes.
La porta d'accés a l'església s'obre al frontis però està descentrada cap a la banda sud a causa d'una voluminosa punta de roca que sobresurt a la banda exterior, amagant-lo en part.
La dita portalada és d'arc de mig punt adovellat i més baix a l'exterior que a l'interior, que també és de mig punt adovellat i independent de l'arc exterior a causa de la seva major alçada.
Damunt de la porta però desplaçada cap a l'esquerra respecte a la vertical d'aquesta, hi ha una finestra, geminada a l'exterior i d'arc de mig punt adovellat a l'interior. La columna que la migparteix no té base i amb forma de prisma quadrangular amb els angles bisellats. El capitell és trapezoïdal amb la cara frontal treballada en dues formes arrodonides en degradació. Damunt d'aquest capitell la finestra es tanca mitjançant dos arcs de mig punt monolítics.
L'absis, rodó, s'assenta damunt d'un podi de 3,20 m d'alçada fet amb carreus en filades i que en la part que no hi ha roca (banda sud), és reforçat per quatre petits podis més construïts en pedres rústegues formant escala de 5, 40, 25 i 25 cm.

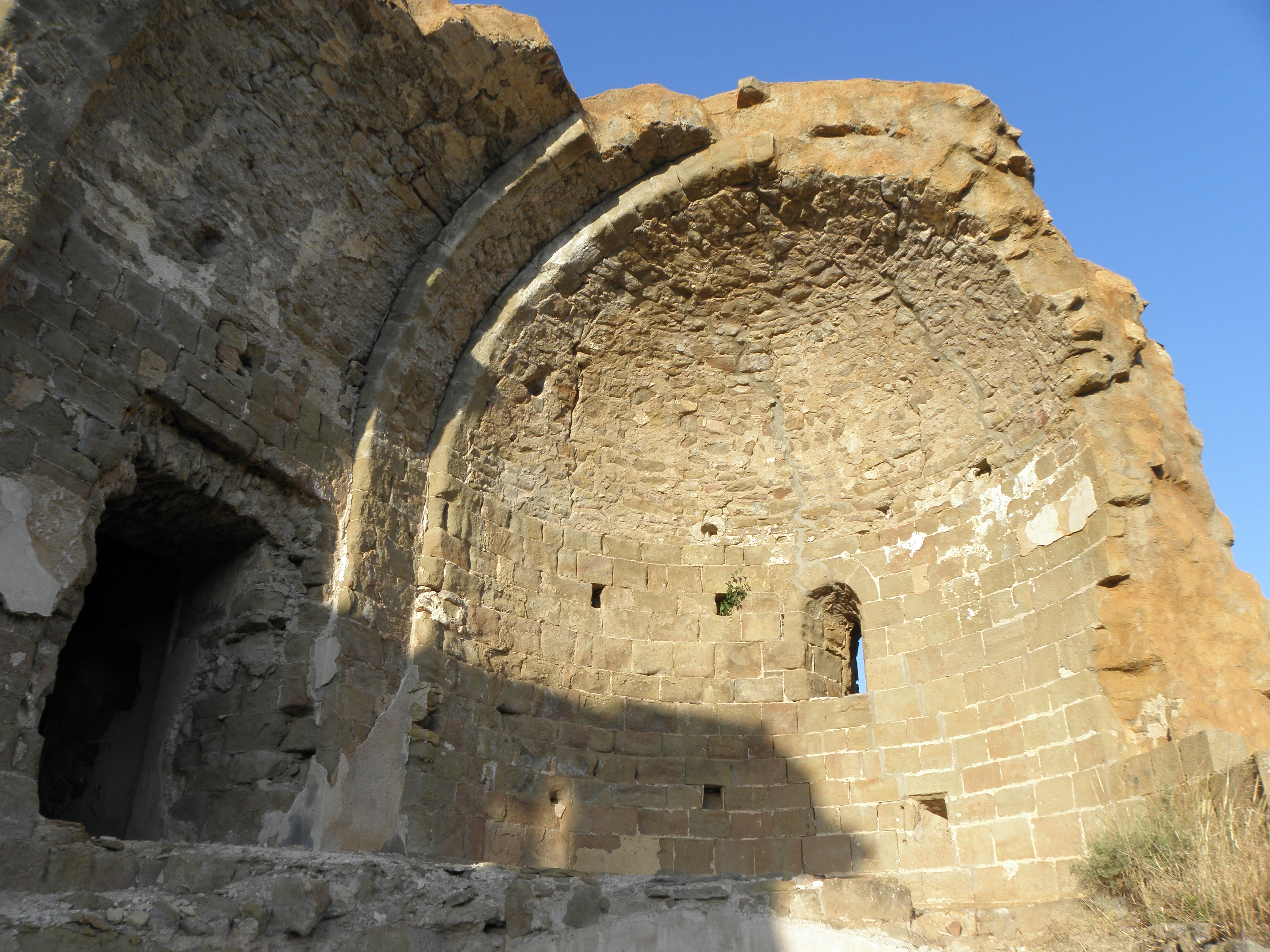
Absis

La decoració exterior consisteix en 8 columnes lleugerament embegudes 1 dos quarts de columna als punts d'unió amb la nau fetes amb mòduls de diferent alçada sense seguir les filades de carreus de la nau. A la part superior, entre columna hi columna hi ha dos arcs cecs damunt els quals hi ha una cornisa formada per dos tors separats per una escòcia.
A l'interior el presbiteri està a un nivell força superior que el terra de la resta de la nau docs a sota hi ha una cripta. S'hi accedia per dues escales laterals avui desaparegudes.

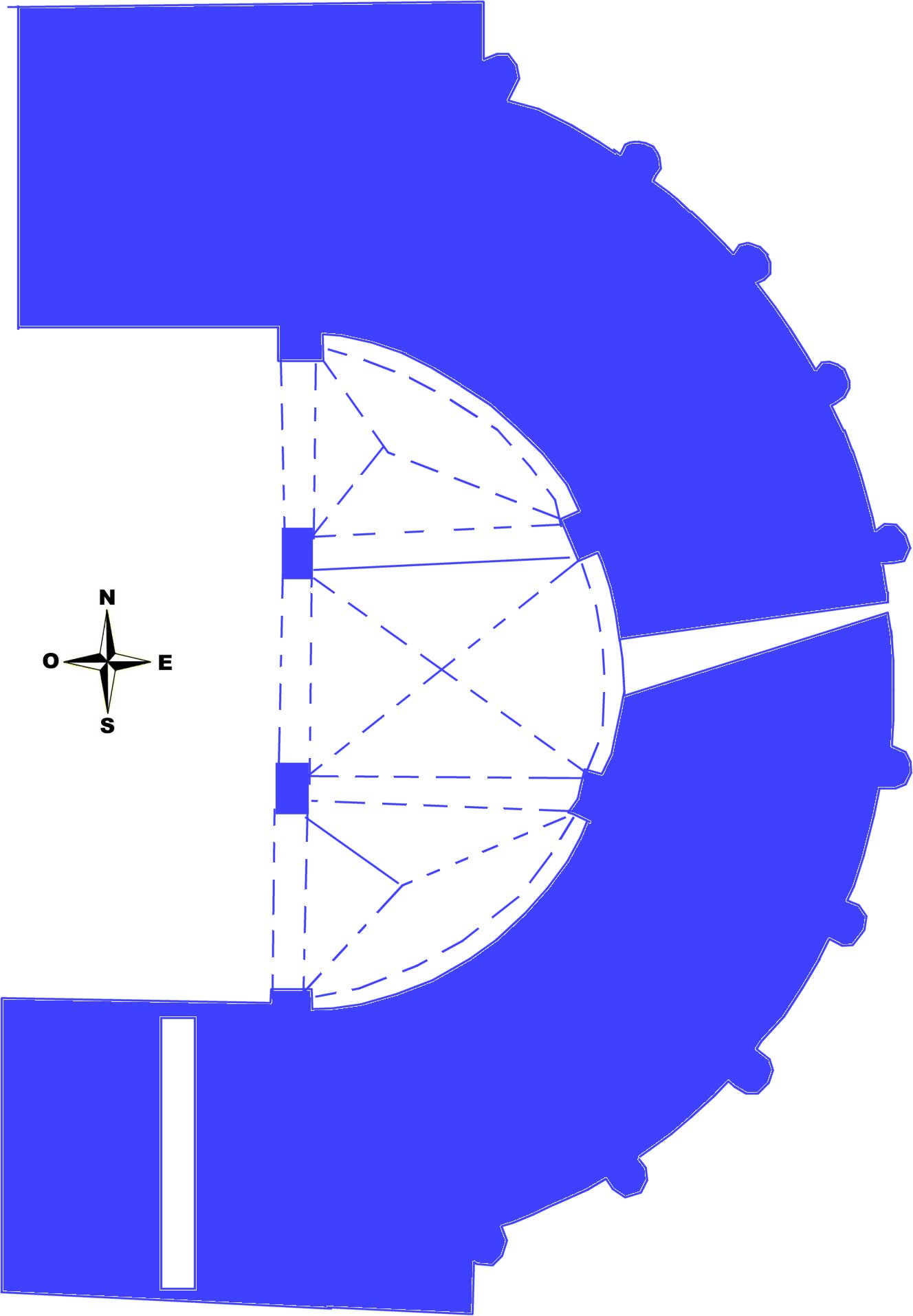
Planta de la cripta

Cripta amb tres naus que va ser modificada amb l'afegitó d'unes parets laterals que la van fer més estreta i que no seguien la corba de l'absis. Construïda amb carreus disposats en filades. les tres voltes són de creueria, la central de quatre arestes i les laterals de tres. Els arcs sortien d'uns capitells circular a dosats que avui es troben al Museu Diocesà de Solsona. Les escales (dues segons Mn Serra i Villaró) que hi accedien i també la porta han desaparegut. Dues finestres; una a l'absis d'una sola esqueixada i sortida rectangular i una segona al mur sud de parets paral·leles. Actualment la part de la cripta oposada a l'absis està ensorrada.

## Història
Esmentada al 839 en l'acta de consagració de la catedral de la Seu d'Urgell, si bé de l'església d'aquella època no en queda res. S'esmenta en diversos documents de Santa Maria de Solsona del segle xi. El 1099, Gombau i la seva esposa, la comtessa Adelaida, van cedir aquesta parròquia a Santa Maria de Solsona, donació que es confirmà tres anys més tard pel comte d'Urgell Ermengol V i posteriorment, el 1283, per Ermengol IX. Al segle xviii es va construir un nou temple no gaire lluny on es va traslladar un altar barroc fragmentat en tres parts.